# Campeonato Mundial de Ciclismo en Pista de 1897
El V Campeonato Mundial de Ciclismo en Pista se celebró en Glasgow (Reino Unido) entre el 30 de julio y el 2 de agosto de 1897 bajo la organización de la Asociación Ciclista Internacional y la Federación Británica de Ciclismo.
Las competiciones se realizaron en la pista del Celtic Park de la ciudad escocesa. En total se disputaron 4 pruebas, 2 para ciclistas profesionales y 2 para ciclistas aficionados o amateur.

## Medallistas

### Profesional
| Evento      | Oro                     | Plata                      | Bronce                     |
| ----------- | ----------------------- | -------------------------- | -------------------------- |
| Velocidad   | Willy Arend Alemania    | Charles Barden Reino Unido | Paul Nossam Francia        |
| Medio fondo | Jack Stocks Reino Unido | Arthur Chase Reino Unido   | Fred Armstrong Reino Unido |

### Amateur
| Evento      | Oro                      | Plata                     | Bronce                    |
| ----------- | ------------------------ | ------------------------- | ------------------------- |
| Velocidad   | Edwin Schrader Dinamarca | W. P. Fawcett Reino Unido | Harry Reynolds Irlanda    |
| Medio fondo | Ernest Gould Reino Unido | Émile Ouzon Francia       | Raymond Tjæreby Dinamarca |

## Medallero
| Núm. | País        | Oro | Plata | Bronce | Total |
| ---- | ----------- | --- | ----- | ------ | ----- |
| 1    | Reino Unido | 2   | 3     | 1      | 6     |
| 2    | Dinamarca   | 1   | 0     | 1      | 2     |
| 3    | Alemania    | 1   | 0     | 0      | 1     |
| 4    | Francia     | 0   | 1     | 1      | 2     |
| 5    | Irlanda     | 0   | 0     | 1      | 1     |
|      | TOTAL       | 4   | 4     | 4      | 12    |